# Pat Steadman
Patrick "Pat" Steadman (sinh ngày 31 tháng 3 năm 1964) là một luật sư, cựu nhà lập pháp và cựu vận động hành lang từ tiểu bang Colorado của Hoa Kỳ. Steadman, một thành viên Đảng Dân chủ, được bổ nhiệm vào Thượng viện Colorado vào tháng 5 năm 2009 sau khi Jennifer Veiga từ chức. Ông đại diện cho quận Thượng viện số 31, bao gồm trung tâm thành phố và trung tâm phía bắc Denver và các phần của Hạt Adams. Ông đã không tái tranh cử vào năm 2016 và nhiệm kỳ của ông kết thúc vào tháng 1 năm 2017.

## Tiểu sử
Là cư dân của khu phố Capitol Hill của Denver, Steadman lớn lên ở Westminster, Colorado, tốt nghiệp Trường Trung học Westminster, Cao đẳng Regis và Đại học Luật Colorado. Năm 2013, Steadman đã hoàn thành chương trình Trường Chính phủ John F. Kennedy của Đại học Harvard dành cho các Giám đốc điều hành cấp cao trong chính quyền địa phương và tiểu bang với tư cách là Thành viên lãnh đạo Viện Chiến thắng LGBTQ của David Bohnett. Ông đã trở thành một luật sư và nhà vận động hành lang nổi tiếng tại Capitol, được biết đến nhiều nhất với việc ủng hộ các vấn đề về quyền của người đồng tính. Steadman gặp David Misner vào năm 2000 và họ đã ở bên nhau cho đến khi Misner qua đời vì ung thư tuyến tụy vào năm 2012.